# Prochlada
Prochlada (Bulgaars: Прохлада) is een dorp in het noordoosten van Bulgarije. Het dorp is gelegen in de gemeente Doelovo in de oblast Silistra en ligt ongeveer 47 km ten zuiden van Silistra en 327 km ten noordoosten van de hoofdstad Sofia.

## Bevolking
In de laatste officiële cijfers van het Nationaal Statistisch Instituut van Bulgarije woonden er 262 personen in het dorp.
|  |

De bevolking van het dorp Prochlada is vrij divers: de drie grootste etnische groepen in het land zijn vertegenwoordigd. De Turken vormen echter de relatieve meerderheid met 46%. De Bulgaren en de Roma vormen 29% respectievelijk 24% van de bevolking.
| Etnische samenstelling van de respondenten (2011) | Etnische samenstelling van de respondenten (2011) | Etnische samenstelling van de respondenten (2011) | Etnische samenstelling van de respondenten (2011) | Etnische samenstelling van de respondenten (2011) |
| ------------------------------------------------- | ------------------------------------------------- | ------------------------------------------------- | ------------------------------------------------- | ------------------------------------------------- |
|                                                   |                                                   |                                                   |                                                   |                                                   |
| Bulgaren                                          | Bulgaren                                          |                                                   | 28,8%                                             | 28,8%                                             |
| Turken                                            | Turken                                            |                                                   | 45,8%                                             | 45,8%                                             |
| Roma                                              | Roma                                              |                                                   | 23,7%                                             | 23,7%                                             |
| Anders/Onbekend                                   | Anders/Onbekend                                   |                                                   | 1,7%                                              | 1,7%                                              |